# Túnel de base de São Gotardo
O Túnel de base de São Gotardo é um túnel ferroviário na Suíça ligando Erstfeld e Bodio. Tem um comprimento de 57 km e um total de 153,5 km de túneis, poços e passagens previstas, ultrapassando assim o segundo mais longo túnel do mundo, o Túnel Seikan no Japão.
Permite descongestionar e aumentar o tráfego entre o norte e o sul da Europa. Foi inaugurado em 1 de junho de 2016 e entrou em funcionamento regular em 11 de dezembro de 2016. A infraestrutura levou perto de duas décadas a ficar concluída, tem como objetivo “revolucionar” o transporte de mercadorias na Europa. A inauguração contou com a presença de altas individualidades: com o presidente suíço estiveram Angela Merkel, a chanceler alemã, o presidente francês François Hollande e o então primeiro-ministro italiano, Matteo Renzi.
O túnel tem 57,1 quilómetros de comprimento e levou 17 anos a ser construído. Os comboios de alta velocidade levam 17 minutos a atravessá-lo. Cerca de 260 comboios de mercadorias e 65 de passageiros deverão passar pelo Gotthard diariamente a partir de dezembro de 2016. O túnel em si - que custou mais de 10 mil milhões de euros - começa em Erstfeld, no cantão suíço de Uri, e termina em Bodio, já num cantão diferente, o Ticino. A obra para a ferrovia foi concluída dentro do prazo e não houve qualquer derrapagem no orçamento. Os eleitores suíços votaram em referendo o projeto de construção em 1992; dois anos mais tarde, decidiram apoiar um projeto de grupos ambientalistas que defendia que todos os transportes de mercadoras na Suíça deveriam passar por carris.
No ponto onde atinge maior profundidade, o Gotthard vai até 2,3 quilómetros debaixo de terra, com as rochas a atingirem temperaturas até aos 46 graus. Descreve uma trajetória plana e sem curvas, o que permitirá aos comboios mais pesados viajar com apenas uma locomotiva, em vez de duas ou três. Para perfurar a montanha, os engenheiros tiveram de fazer explodir 73 tipos de rochas diferentes, algumas tão duras quanto granito, outras moles como açúcar. Foram escavadas mais de 28 mil toneladas de pedra e nove trabalhadores morreram durante as obras.
Este túnel faz parte do projecto chamado nova ferrovia transalpina no valor de 23 mil milhões de euros, cujo objetivo é fazer passar mercadorias e passageiros por debaixo da cordilheira dos Alpes, que divide o norte e o sul da Europa.

## Características
O projeto inclui dois túneis separados de uma via cada. Tal como o túnel de Lötschberg, permitirá ultrapassar rotas montanhosas e estabelecer um caminho direto para linhas de alta velocidade e comboios de carga. Os extremos do túnel serão em Erstfeld, no cantão de Uri, e Bodio, cantão de Ticino. Nas proximidades existem mais dois outros túneis de São Gotardo: o Túnel ferroviário de São Gotardo de 1881, e o Túnel rodoviário de São Gotardo de 1980.
Previa-se que diminuiria para 2h30m o tempo da viagem entre Zurique e Milão (Itália), que era de 3,5 h. O fim das obras realizou-se em maio de 2016 e a inauguração em 1 de junho de 2016.
Com 64% dos suíços a aprovarem em referendo o projeto AlpTransit em 1992, a construção do túnel iniciou-se em 1996. As operações de escavação completaram-se em 15 de outubro de 2010 numa ocasião que foi transmitida pela Rádio televisão Suíça. Quando aberto ao tráfego em 2017, o túnel fez diminuir de 3h30m para 2h30m a viagem entre Zurique e Milão.
Mineiros portugueses que participaram na construção deste túnel festejaram com os seus colegas de outras nacionalidades a finalização da perfuração final.

## Imagens

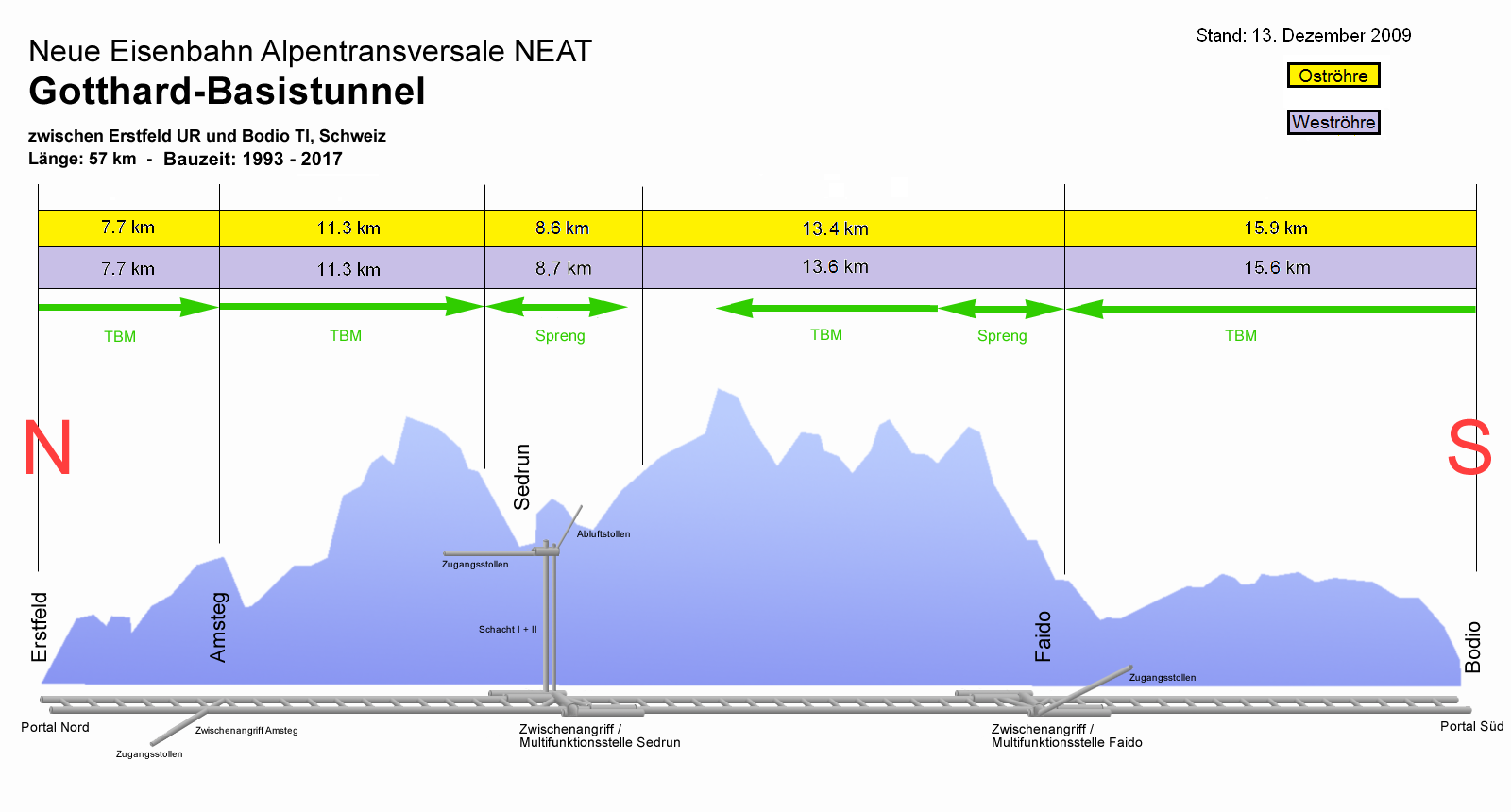
Perfil
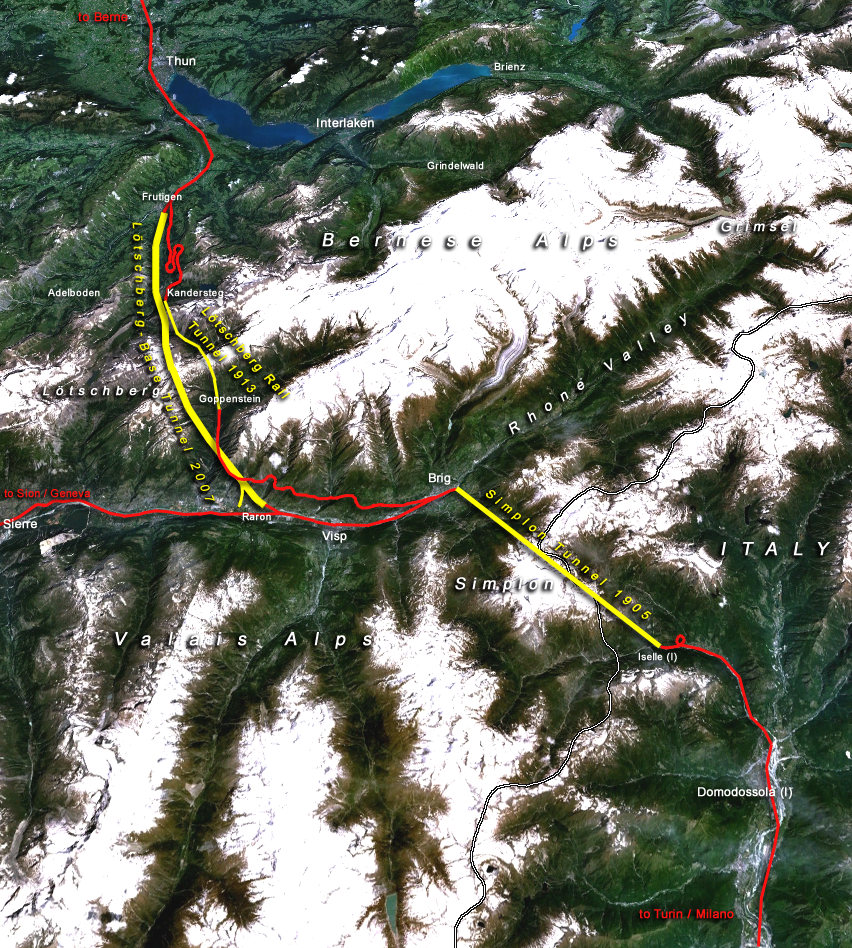
Conjunto com o velho túnel ferroviário de Simplon
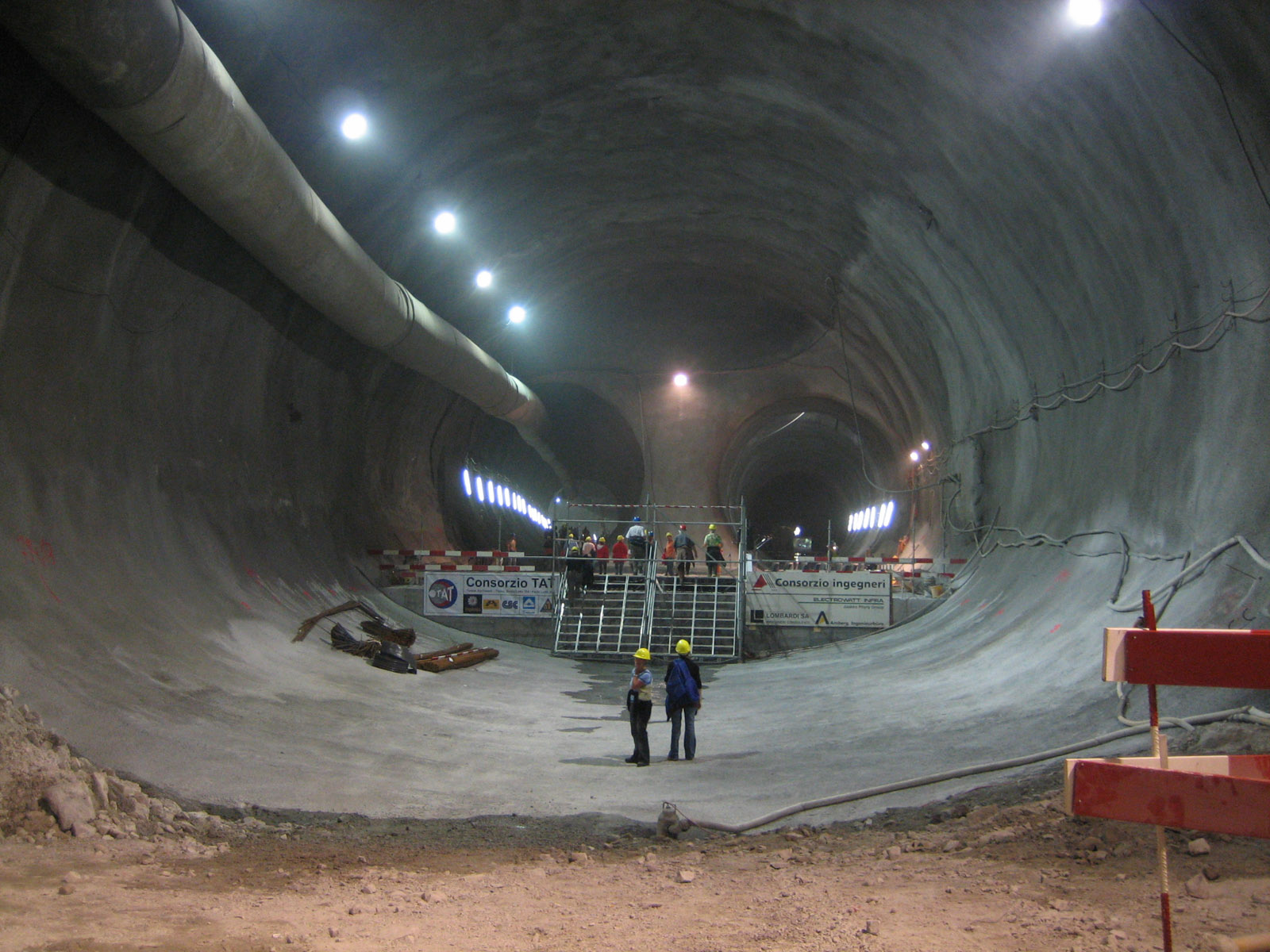
Durante a construção em Faido